# Suchlica
Suchlica [suˈxlit͡sa] (tiếng Đức: Neu Zicher) là một ngôi làng thuộc khu hành chính của Gmina Dębno, thuộc quận Myślibórz, West Pomeranian Voivodeship, ở phía tây bắc Ba Lan. Nó nằm khoảng 7 kilômét (4 mi) phía nam Dębno, 32 km (20 mi) phía tây nam Myślibórz và 83 km (52 mi) phía nam thủ đô khu vực Szczecin.
Ngôi làng có dân số 139 người.